# Henry Fonda
Henry Jaynes Fonda (Grand Island, 16 maggio 1905 – Los Angeles, 12 agosto 1982) è stato un attore statunitense.
Interprete di personaggi dalla spiccata integrità morale, dopo i primi passi come attore a Broadway, Fonda fece il suo debutto a Hollywood nel 1935 e per quasi cinque decenni fu uno degli attori statunitensi più popolari dello schermo. La sua carriera ebbe una svolta con l'interpretazione del personaggio di Tom Joad nel film Furore (1940). Fu interprete di classici del western come Alba fatale (1943), di commedie come La nave matta di Mister Roberts (1955) e dell'intenso dramma giudiziario La parola ai giurati (1957).
In contrasto con i suoi tipici personaggi positivi e incorruttibili, seppe rinnovare la propria immagine cinematografica accettando di interpretare la parte dello spietato Frank in C'era una volta il West (1968) di Sergio Leone. Nel 1973 tornò a vestire un altro ruolo ideato da Sergio Leone nel western atipico Il mio nome è Nessuno.
Patriarca di una famiglia di noti attori, che include i figli Jane Fonda e Peter Fonda ed i nipoti Bridget Fonda e Troy Garity, unitamente a Paul Newman e Laurence Olivier detiene il singolare primato di aver ricevuto prima l'Oscar alla carriera e poi come attore (per la sua interpretazione in Sul lago dorato). Soprannominato Hank da colleghi e amici più cari, l'American Film Institute lo ha inserito al sesto posto tra le più grandi star della storia del cinema.

## Biografia

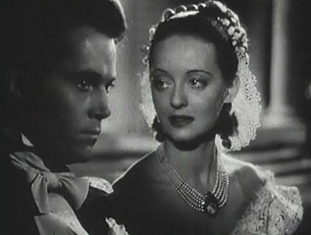
Henry Fonda e Bette Davis in Figlia del vento di William Wyler (1938)

Henry Fonda nacque a Grand Island (Nebraska), dal pubblicitario William Brace Fonda e da Herberta Krueger Jaynes. La famiglia Fonda, da parte paterna, era di origine olandese, pur avendo come capostipite un italiano emigrato da Genova nei Paesi Bassi in un'epoca non ben determinata del XV secolo. Nel 1642 alcuni membri di tale famiglia emigrarono in America, e furono fra i primi colonizzatori olandesi che si trasferirono nell'attuale Stato di New York dove fondarono la città che da loro prese il nome di Fonda La bisnonna, Harriet McNeill, era un'immigrata irlandese.
Studiò Giornalismo alla University of Minnesota, ma non si laureò e, a 20 anni, iniziò la sua carriera d'attore nell'Omaha Community Playhouse. Si spostò quindi sulla costa atlantica per proseguire la carriera artistica in teatro. Risale a quell'epoca l'inizio della sua lunga amicizia con James Stewart, con il quale si recò a New York City e con il quale divise una camera in affitto, iniziando a lavorare nelle produzioni teatrali di Broadway, dove incontrò l'attrice Margaret Sullavan, che fu la prima delle sue cinque mogli.
Fonda lavorò a New York dal 1926 al 1934 e la sua prima apparizione cinematografica risale al 1935, quando recitò come protagonista nell'adattamento cinematografico di The Farmer Takes a Wife (Il contadino prende moglie), prodotto dalla 20th Century Fox, in un ruolo che era già stato suo nella versione rappresentata a Broadway e che aveva lo stesso titolo del film.
La sua immagine cinematografica è legata a personaggi di spiccata integrità morale, che hanno animato capolavori quali Alba di gloria (1939), in cui interpretò Abraham Lincoln, e Furore (1940), entrambi diretti da John Ford, o Il ladro (1956) di Alfred Hitchcock, dove Fonda interpretò il ruolo di Manny Balestrero, un mite padre di famiglia che viene scambiato per un rapinatore. Con Ford girò anche Sfida infernale (1946), considerato un classico del genere western, mentre nel 1957 fu protagonista de La parola ai giurati, significativo e coraggioso film giudiziario del giovane e promettente regista Sidney Lumet. Per la sua interpretazione, Fonda ricevette un BAFTA quale miglior attore internazionale. Ma il volto affascinante di Fonda è anche quello del misterioso cattivo in C'era una volta il West di Sergio Leone, il film che racconta il crepuscolo del vecchio West attraverso ricordi e orizzonti, speranze e promesse. Nel 1973 interpretò Jack Beauregard nel film Il mio nome è Nessuno con Terence Hill.

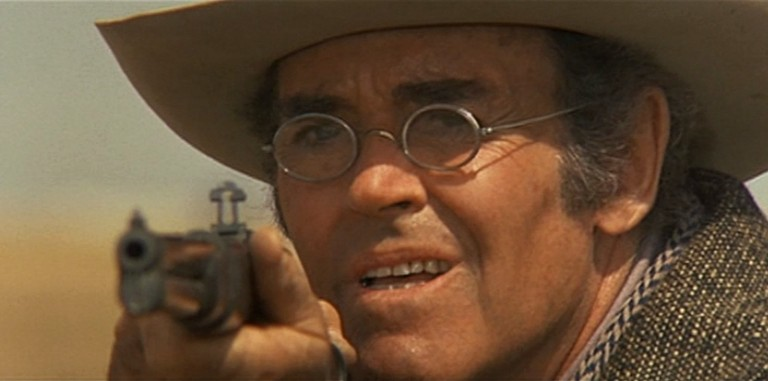
Henry Fonda nel film Il mio nome è Nessuno (1973)

Nel 1970 partecipò alla campagna no profit statunitense Love. It Comes in All Colors contro il razzismo realizzata dal National Urban Coalition. Colpito da aritmia e insufficienza cardiaca, giovedì 25 aprile 1974, in scena allo Helen Hayes Theater di Broadway con il dramma per un solo attore Clarence Darrow, di David W. Rintels con la regia di John Houseman, collassò sul palcoscenico; ricoverato al Lenox Hill Hospital, venerdì 3 maggio subì l'impianto di un pacemaker. Nel 1979 fu protagonista della serie Radici: le nuove generazioni, creata da Marlon Brando. L'attore, anziano e sempre più malato, chiuse la sua splendida carriera con un'interpretazione magistrale nel film Sul lago dorato (1981), girato nell'estate 1980, in cui ad affiancarlo furono la figlia Jane e un'altra leggenda del cinema, Katharine Hepburn. Seguirono una serie di ricoveri al Cedars-Sinai Medical Center, l'Oscar alla carriera, la perdita della deambulazione e un'operazione di controllo al pacemaker nel maggio 1981. Per i problemi di salute fu impossibilitato a recarsi alla cerimonia degli Oscar 1982 a fine marzo, che seguì in televisione da casa, e che lo vide vincitore dell'Oscar al miglior attore proprio per Sul lago dorato, premio ritirato dalla figlia. A luglio venne colpito da un'infezione delle vie urinarie che aggravò la sua situazione, e gli costò un nuovo ricovero. Sabato 7 agosto le sue condizioni peggiorarono, e dovette essere nuovamente ricoverato; la mattina di giovedì 12, con a fianco la moglie, morì serenamente. Seguendo le sue disposizioni, il corpo venne cremato senza funerale, dopo poche ore. Le sue disposizioni complete sarebbero state quelle di buttare le ceneri nella spazzatura, ma i figli decisero di spargerle in un luogo non comunicato al pubblico.

## Vita privata

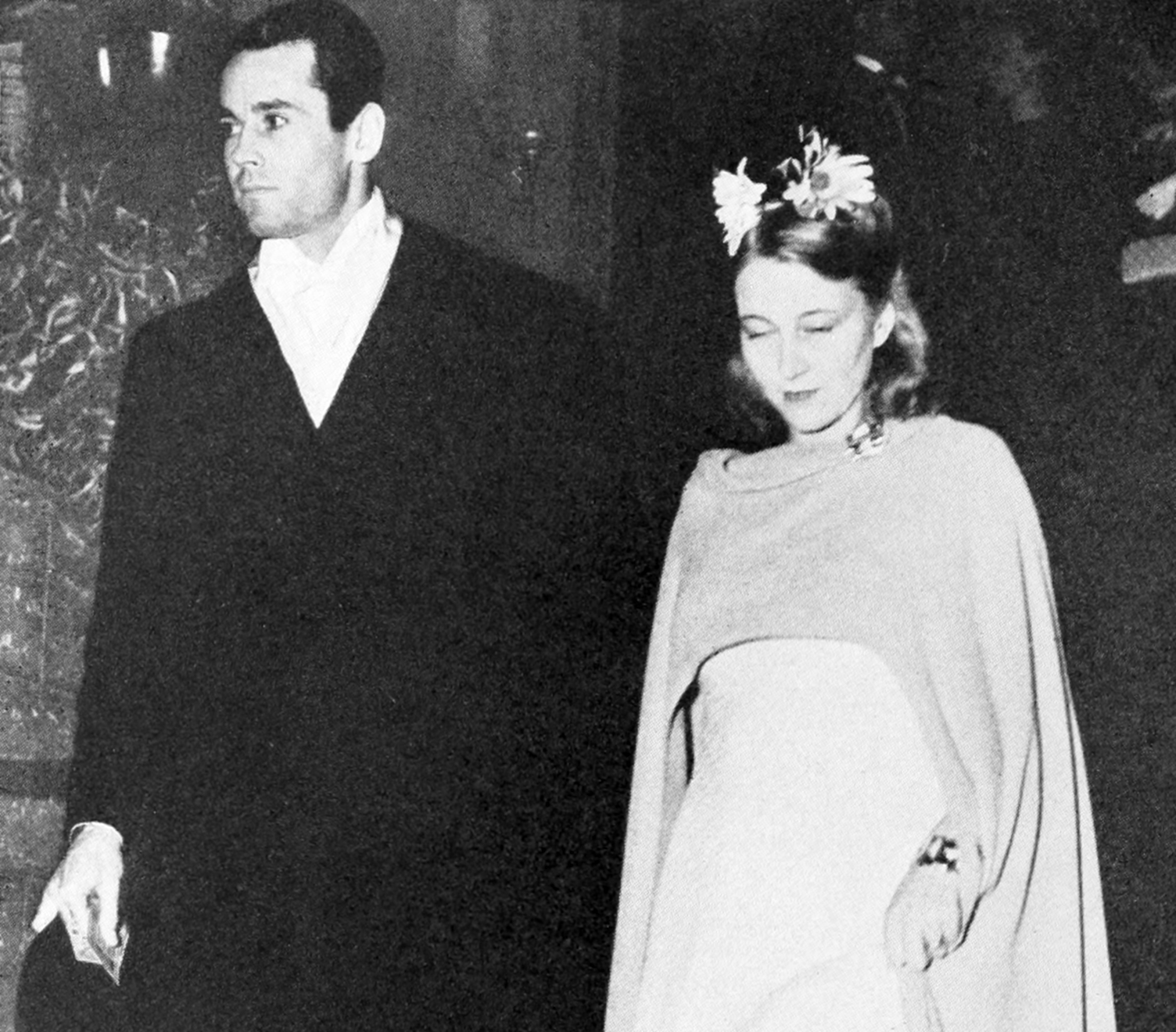
Henry Fonda insieme alla sua seconda moglie Frances Ford Seymour

Nel 1931 sposò l'attrice Margaret Sullavan, ma i due si separarono dopo soli due mesi per poi divorziare nel 1933.
Nel 1936 sposò Frances Ford Seymour Brokaw, già vedova del primo marito, un ricco industriale, da cui aveva avuto una figlia, Frances de Villers (1931-2008); dal matrimonio nacquero Jane e Peter, che seguirono le orme paterne. Henry Fonda era ateo e impartì ai figli Jane e Peter un'educazione atea. Il matrimonio con la Brokaw non fu felice per Fonda che, nell'agosto del 1949, chiese il divorzio; non rassegnandosi alla fine del rapporto con il marito, la Brokaw cadde in una profonda depressione fino al ricovero in un ospedale psichiatrico e alla decisione di togliersi la vita il 14 aprile del 1950, giorno del suo 42º compleanno, quando ancora era sposata con l'attore.
Sempre nel 1950 Fonda si risposò con Susan Blanchard con cui adottò una figlia, Amy, nata nel 1953. La coppia divorziò nel 1956.
Dal 1957 al 1961 fu sposato con la baronessa italiana Afdera Franchetti, figlia del barone Raimondo Franchetti, uno dei più importanti esploratori italiani del XX secolo.
Nel 1965 sposò Shirlee Mae Adams con cui rimase fino alla morte.

## Filmografia

### Cinema
- The Farmer Takes a Wife, regia di Victor Fleming (1935)
- Cuori incatenati (Way Down East), regia di Henry King (1935)
- Notte di carnevale (I Dream Too Much), regia di John Cromwell (1935)
- Il dissipatore (Spendthrift), regia di Raoul Walsh (1936)
- Il sentiero del pino solitario (The Trail of the Lonesome Pine), regia di Henry Hathaway (1936)
- Nel mondo della luna (The Moon's Our Home), regia di William A. Seiter (1936)
- Sono innocente (You Only Live Once), regia di Fritz Lang (1937)
- Sangue gitano (Wings of the Morning), regia di Harold D. Schuster (1937)
- Alta tensione (Slim), regia di Ray Enright (1937)
- Vivo per il mio amore (That Certain Woman), regia di Edmund Goulding (1937)
- Ho ritrovato il mio amore (I Met My Love Again), regia di Joshua Logan, Arthur Ripley e George Cukor (1938) - non accreditato
- Figlia del vento (Jezebel), regia di William Wyler (1938)
- Marco il ribelle (Blockade), regia di William Dieterle (1938)
- Il falco del nord (Spawn of the North), regia di Henry Hathaway (1938)
- Il terzo delitto (The Mad Miss Manton), regia di Leigh Jason (1938)
- Jess il bandito (Jesse James), regia di Henry King (1939)
- Lasciateci vivere! (Let Us Live!), regia di John Brahm (1939)
- La sposa di Boston (The Story of Alexander Graham Bell), regia di Irving Cummings (1939)
- Alba di gloria (Young Mr. Lincoln), regia di John Ford (1939)
- La più grande avventura (Drums Along the Mohawk), regia di John Ford (1939)
- Furore (The Grapes of Wrath), regia di John Ford (1940)
- Il romanzo di Lillian Russell (Lillian Russell), regia di Irving Cummings (1940)
- Il vendicatore di Jess il bandito (The Return of Frank James), regia di Fritz Lang (1940)
- Passione di amazzoni (Chad Hanna), regia di Henry King (1940)
- Lady Eva (The Lady Eve), regia di Preston Sturges (1941)
- Il richiamo del nord (Wild Geese Calling), regia di John Brahm (1941)
- Tu m'appartieni (You Belong to Me), regia di Wesley Ruggles (1941)
- Ragazze che sognano (Rings on Her Fingers), regia di Rouben Mamoulian (1942)
- L'uomo questo dominatore (The Male Animal), regia di Elliott Nugent (1942)
- Il magnifico fannullone (The Magnificent Dope), regia di Walter Lang (1942)
- Destino (Tales of Manhattan), regia di Julien Duvivier (1942)
- Dedizione (The Big Street), regia di Irving Reis (1942)
- Il sergente immortale (Immortal sergeant), regia di John M. Stahl (1943)
- Alba fatale (The Ox-Bow Incident), regia di William A. Wellman (1943)
- Sfida infernale (My Darling Clementine), regia di John Ford (1946)
- La disperata notte (The Long Night), regia di Anatole Litvak (1947)
- La croce di fuoco (The Fugitive), regia di John Ford (1947)
- L'amante immortale (Daisy Kenyon), regia di Otto Preminger (1947)
- La strada della felicità (On Our Merry Way), regia di King Vidor e Leslie Fenton (1948)
- Il massacro di Fort Apache (Fort Apache), regia di John Ford (1948)
- Jigsaw, regia di Fletcher Markle (1949) - non accreditato
- Main Street to Broadway, regia di Tay Garnett (1953) - scene cancellate
- La nave matta di Mister Roberts (Mister Roberts), regia di John Ford e Mervyn LeRoy (1955)
- Guerra e pace (War and Peace), regia di King Vidor (1956)
- Il ladro (The Wrong Man), regia di Alfred Hitchcock (1956)
- La parola ai giurati (12 Angry Men), regia di Sidney Lumet (1957)
- Il segno della legge (The Tin Star), regia di Anthony Mann (1957)
- Fascino del palcoscenico (Stage Struck), regia di Sidney Lumet (1958)
- Ultima notte a Warlock (Warlock), regia di Edward Dmytryk (1959)
- L'uomo che capiva le donne (The Man Who Understood Women), regia di Nunnally Johnson (1959)
- Tempesta su Washington (Advise and Consent), regia di Otto Preminger (1962)
- Il giorno più lungo (The Longest Day), regia di Ken Annakin, Bernhard Wicki e Andrew Marton (1962)
- La conquista del West (How the West Was Won), regia di John Ford, Henry Hathaway, George Marshall e Richard Thorpe (1962)
- Quella nostra estate (Spencer's Mountain), regia di Delmer Daves (1963)
- A prova di errore (Fail-Safe), regia di Sidney Lumet (1964)
- L'amaro sapore del potere (The Best Man), regia di Franklin J. Schaffner (1964)
- Donne, v'insegno come si seduce un uomo (Sex and the Single Girl), regia di Richard Quine (1964)
- Gli indomabili dell'Arizona (The Rounders), regia di Burt Kennedy (1965)
- Prima vittoria (In Harm's Way), regia di Otto Preminger (1965)
- La guerra segreta (The Dirty Game), regia di Christian-Jaque, Werner Klingler, Carlo Lizzani e Terence Young (1965)
- La battaglia dei giganti (Battle of the Bulge), regia di Ken Annakin (1965)
- Posta grossa a Dodge City (A Big Hand for the Little Lady), regia di Fielder Cook (1966)
- Tempo di terrore (Welcome to Hard Times), regia di Burt Kennedy (1967)
- L'ora della furia (Firecreek), regia di Vincent McEveety (1968)
- Squadra omicidi, sparate a vista! (Madigan), regia di Don Siegel (1968)
- Appuntamento sotto il letto (Yours, Mine and Ours), regia di Melville Shavelson (1968)
- Lo strangolatore di Boston (The Boston Strangler), regia di Richard Fleischer (1968)
- C'era una volta il West (Once Upon a Time in the West), regia di Sergio Leone (1968)
- Non è più tempo d'eroi (Too Late the Hero), regia di Robert Aldrich (1970)
- Non stuzzicate i cowboys che dormono (The Cheyenne Social Club), regia di Gene Kelly (1970)
- Uomini e cobra (There Was a Crooked Man...), regia di Joseph L. Mankiewicz (1970)
- Sfida senza paura (Sometimes a Great Notion), regia di Paul Newman (1971)
- Il serpente (Le Serpent), regia di Henri Verneuil (1973)
- Mercoledì delle ceneri (Ash Wednesday), regia di Larry Peerce (1973)
- Il mio nome è Nessuno, regia di Tonino Valerii (1973)
- Mussolini ultimo atto, regia di Carlo Lizzani (1974)
- La battaglia di Midway (Midway), regia di Jack Smight (1976)
- Tentacoli, regia di Ovidio G. Assonitis (1977)
- Rollercoaster - Il grande brivido (Rollercoaster), regia di James Goldstone (1977)
- L'ultima frontiera (The Last of the Cowboys), regia di John Leone (1977)
- Il grande attacco, regia di Umberto Lenzi (1978)
- Fedora, regia di Billy Wilder (1978)
- Swarm (The Swarm), regia di Irwin Allen (1978)
- Città in fiamme (City on Fire), regia di Alvin Rakoff (1979)
- Wanda Nevada, regia di Peter Fonda (1979)
- Meteor, regia di Ronald Neame (1979)
- Sul lago dorato (On Golden Pond), regia di Mark Rydell (1981)

### Televisione
- General Electric Theater – serie TV, episodio 3x25 (1955)
- The Deputy – serie TV, 76 episodi (1959-1961)
- The Dick Powell Show – serie TV, episodio 2x22 (1963)
- The Bill Cosby Show – serie TV, episodio 1x16 (1970)
- La famiglia Smith (The Smith Family) – serie TV, 39 episodi (1971-1972)
- L'ultimo colpo dell'ispettore Clark (The Alpha Caper), regia di Robert Michael Lewis – film TV (1973)
- Capitani e Re (Captains and the Kings) – miniserie TV (1976)
- Radici - Le nuove generazioni (Roots: The Next Generations) – miniserie TV (1979)
- Summer Solstice, regia di Ralph Rosenblum – film TV (1981)

## Teatro
- The Game of Love and Death, August Wilson Theatre di Broadway (novembre 1929 – gennaio 1930)
- I Loved You, Wednesday, Sam H. Harris Theatre di Broadway (ottobre – dicembre 1932)
- New Faces of 1934, Helen Hayes Theater di Broadway (marzo – luglio 1934)
- The Farmer Takes a Wife, Richard Rodgers Theatre di Broadway (ottobre 1934 – gennaio 1935)
- Blow Ye Winds, Richard Rodgers Theatre di Broadway (settembre – ottobre 1937)
- Mister Roberts, Neil Simon Theatre di Broadway (febbraio 1948 – gennaio 1951)
- Point of No Return, Neil Simon Theatre di Broadway (dicembre 1951 – novembre 1952)
- The Caine Mutiny, Gerald Schoenfeld Theatre di Broadway (gennaio 1954 – gennaio 1955)
- Two for the Seesaw, Booth Theatre di Broadway (gennaio 1958 – ottobre 1959)
- Silent Night, Lonely Night, Morosco Theatre di Broadway (dicembre 1959 – marzo 1960)
- Critic's Choice, Ethel Barrymore Theatre di Broadway (dicembre 1960 – maggio 1961)
- A Gift of Time, Ethel Barrymore Theatre di Broadway (febbraio – maggio 1962)
- Generation, Morosco Theatre di Broadway (ottobre 1965 – giugno 1966)
- Our Town, August Wilson Theatre di Broadway (novembre – dicembre 1969)
- Clarence Darrow, Helen Hayes Theater e Minskoff Theatre di Broadway (marzo – aprile 1974; marzo 1975)
- First Monday in October, Majestic Theatre e August Wilson Theatre di Broadway (ottobre – dicembre 1978)

## Riconoscimenti
- Premio Oscar
  - 1941 – Candidatura al miglior attore protagonista per Furore
  - 1958 – Candidatura al miglior film per La parola ai giurati
  - 1981 – Oscar onorario
  - 1982 – Miglior attore protagonista per Sul lago dorato

- Golden Globe
  - 1958 – Candidatura al miglior attore in un film drammatico per La parola ai giurati
  - 1982 – Miglior attore in un film drammatico per Sul lago dorato

- Tony Award
  - 1948 – Miglior attore protagonista in un'opera teatrale per Mister Roberts
  - 1975 – Candidatura al miglior attore protagonista in un'opera teatrale per Clarance Darrow
  - 1979 – Tony onorario

## Doppiatori italiani
- Gualtiero De Angelis in Il sentiero del pino solitario, Jess il bandito, La più grande avventura, Il vendicatore di Jess il bandito, Passione di amazzoni, Il richiamo del nord, Alba fatale, La disperata notte, Il massacro di Fort Apache, La nave matta di Mister Roberts, Il ladro, Il segno della legge, Squadra omicidi, sparate a vista!
- Giulio Panicali in Sono innocente, Marco il ribelle, Il falco del nord, Il terzo delitto, Tu m'appartieni, Ragazze che sognano, L'uomo questo dominatore, La parola ai giurati, Tempesta su Washington, Il giorno più lungo, Prima vittoria, Appuntamento sotto il letto
- Emilio Cigoli in Furore, Sfida infernale, La croce di fuoco, La strada della felicità, Guerra e pace, Ultima notte a Warlock, L'uomo che capiva le donne, Donne, v'insegno come si seduce un uomo, La battaglia dei giganti, Posta grossa a Dodge City, Uomini e cobra
- Giorgio Piazza in La guerra segreta, Sfida senza paura, Mussolini ultimo atto, Tentacoli, Swarm
- Stefano Sibaldi in Figlia del vento, Dedizione, Fascino del palcoscenico, Tempo di terrore
- Giuseppe Rinaldi in A prova di errore, L'amaro sapore del potere, Il grande attacco
- Nando Gazzolo in C'era una volta il West, Non stuzzicate i cowboys che dormono, Il mio nome è Nessuno
- Alberto Lionello in La famiglia Smith, La battaglia di Midway, Rollercoaster - Il grande brivido
- Augusto Marcacci in Alba di gloria, Lady Eva
- Bruno Persa in La conquista del West, Quella nostra estate
- Gianni Giuliano nei ridoppiaggi di Figlia del vento e La più grande avventura
- Mario Pisu in Gli indomabili dell'Arizona
- Gigi Proietti in L'ora della furia
- Carlo D'Angelo in Lo strangolatore di Boston
- Mario Feliciani in Non è più tempo d'eroi
- Pino Locchi in Il serpente
- Mario Bardella in Fedora
- Sergio Fantoni in Meteor
- Roberto Villa in Radici - Le nuove generazioni
- Marcello Tusco in Sul lago dorato
- Luca Biagini in Jess il bandito (ridoppiaggio)
- Luca Ward in L'amante immortale (ridoppiaggio)[12]
- Gino La Monica in La strada della felicità (ridoppiaggio)